# Henrik V. Wiški
Henrik V. Wiški je bil gospod Wischa med leti 1517-1519  in je sin Janeza II. Wisch-škega in Margarete Kettler.
16. januarja 1495 se je Henrik V. poročil z Walburgo Berško, najmlajšo hčerko grofa Osvalda I. Berškega. Henrik V. je upal, da bo s to poroko izgubljeno polgospostvo lahko dodal nazaj k rodbini Wisch. Gospostvo Wisch je obsegalo le majhno ozemlje: sprva Terborg in Heuven (pri Ettenu), od leta 1316 tudi Silvolde in Varsseveld.
Mladi par se je naselil na starem posestvu Wisch v Heuvenu. Vendar je grof Oswald I. obdržal grad Wisch v Terborgu in njegov sin Friderik Berški, Henrikov svak, jo je podedoval, ko je Osvald I. umrl.
V zakonu Henrika V. Wisch-škega in Walburge Berške sta se rodila dva otroka:
- Ermgard Wiška se je poročila z grofom Jurijem Limburškim Stirumskim.
- Joahim Wiški, poročen z Margareto Salmsko